# 萊雷斯河

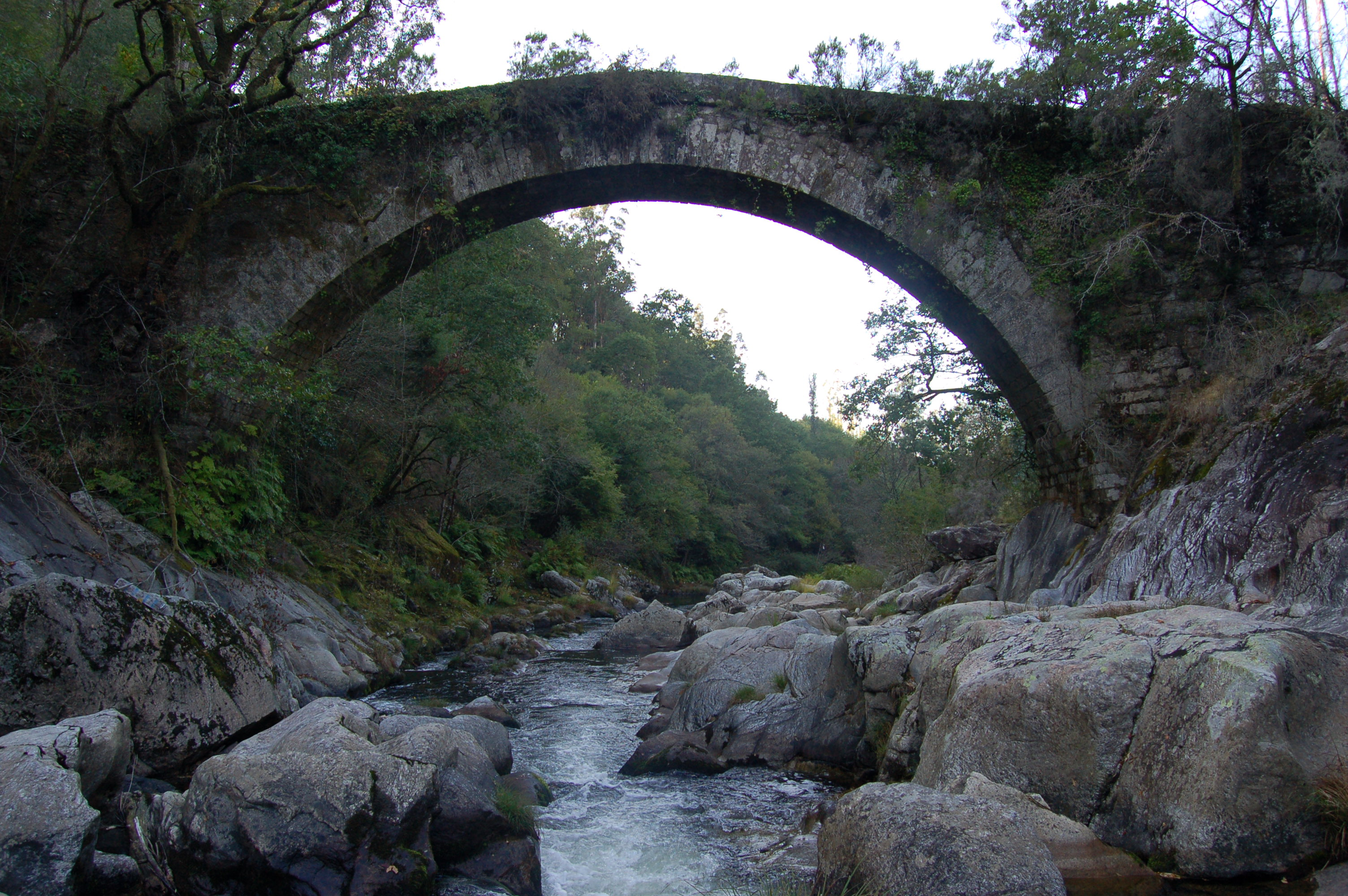
萊雷斯河

萊雷斯河（西班牙語：Río Lérez）是西班牙的河流，位於加利西亞西部，最終在蓬特韋德拉注入大西洋，河道全長60公里，河畔城鎮有福爾卡雷、坎波拉梅羅、科托瓦德和蓬特韋德拉。